# Blue Feather
Blue Feather est un groupe néerlandais de funk, actif entre 1981 et 1985. Il se composait de Jan Willem Weeda, Edward et Ronald Brouwer, Rob Hoelen, Dirk Nusink et Lex Nusink

## Histoire
Leur chanson Let's Funk Tonight se classe dans le UK Singles Chart. Sorti sous le label Mercury, il entre dans le classement le 3 juillet 1981 et se hisse à la 50e place ; il reste dans le classement pendant quatre semaines. Ce titre est utilisé sur la compilation Return to the Playboy Mansion de Dimitri from Paris, sorti en 2008.
Le groupe compte deux albums : Feather Funk, sorti en 1982, et Shadows of the Night, en 1985. Leurs singles comprennent Call Me Up (1981), It's Love (1981), Let It Out (1983) et After Midnight (1986). 

## Membres
- Jan Willem Weeda - synthétiseur
- Edward Brouwer - guitare
- Ronald Brouwer - guitare
- Rob Hoelen - guitare
- Dirk Nusink - percussions
- Lex Nusink - batterie